# Damalis signata
Damalis signata là một loài ruồi trong họ Asilidae. Damalis signata được Walker miêu tả năm 1860.